# Popis franačkih kraljica
Ovaj članak sadrži popis franačkih kraljica. 
| Slika | Kraljica               | Otac                          | Suprug                   |
| ----- | ---------------------- | ----------------------------- | ------------------------ |
|       | Bertrada Laonska       | Herbert Laonski               | Pipin Mali               |
|       | Gerberga               |                               | Karloman, franački kralj |
|       | Gerberga od Langobarda | Deziderije, kralj Langobarda  | Karlo Veliki             |
|       | Hildegarda od Vinzgaua | Gerold od Vinzgaua            | Karlo Veliki             |
|       | Fastrada de Franconie  | Raoul III de Franconie        | Karlo Veliki             |
|       | Luitgard de Sundgau    | Luitfrid II, grof od Sundgaua | Karlo Veliki             |
|       | Ermengarda Hesbajska   | Ingerman, grof Hesbayea       | Ludvig I. Pobožni        |
|       | Judita Bavarska        | Welf I, grof od Altdorfa      | Ludvig I. Pobožni        |
| Slika | Kraljica               | Otac                          | Suprug                   |